# Grasobern
Grasobern, Grasoberln oder Grünobern ist ein Kartenspiel, das vor allem in Bayern, speziell im Süden, in den früheren Landkreisen Bad Aibling und Rosenheim stark verbreitet war und auch in Ostbayern gerne gespielt wurde und wird. Dieses altbayerische Kartenspiel ist vom Aussterben bedroht, und sowohl Kultur- als auch Trachtenvereine versuchen durch Turniere das Spiel in Erinnerung zu halten. Auch von Kommunen wie beispielsweise vom Markt Bruckmühl oder von kleineren ortsansässigen Vereinen wie zum Beispiel der Freiwilligen Feuerwehr des Marktes Metten werden immer wieder Turniere in Grasobern, Schafkopf und anderen Kartenspielen abgehalten.

## Geschichte
Grasobern hat sein Ursprung in Altbayern und wurde als Grünober erst 1826 im Bayerische Landbote erwähnt, wo es neben Deutsches Solo, Schafkopf, Kreuzmariage, Matzlfangen und andere Kartenspiele zu Hause oder auf Kaffeehäusern von „Handwerksmeister, Gesellen und Lehrbuben“ gespielt wurde. Aber als Gras- oder Lauboberziehen war es schon circa 1800 als eine „heitere und scherzende Unterhaltung“ der Knechte und Mägde, das „die langen Winterabende verkürzen konnten.“ Als Laubobern, Grasobern oder Grasoberln tauchte das Spiel als Gesellschaftsspiel auf, neben Ramsen, Hopsen, Gaigeln, Hundert und Eins, Solo und Schwarzer Peter, in Gedichte und Literatur des 19. Jahrhunderts. Meyer (1852), aber, hält es für ein Trinkspiel wie Cerevis, Schlauch und Quodlibet.
Wettbewerbe, die sogenannte Grasober-Rennen, fanden Mitte des 19. Jahrhunderts in Niederbayern statt, zum Beispiel, in Landshut und München. Zeitweise liefen sie neben andere Turniere für Spiele wie Schlauch, Deutschtarok Wallachen oder sogar Quadrille. Diese Wettbewerbe wurden regelmäßig organisiert, bis die Vorbereitungen zum Ersten Weltkrieg begann. Dann liefen sie neben die für Tarock am Ende der 1920er Jahre in Oberbayern wieder an. Heute finden Turniere noch statt, zum Beispiel, in Böbing, Windach, Sachsenkamer Reutberg, Bad Aibling und Augsburg, manchmals als sogenannte Preisgrasobern oder Grasober-Turniere.
Keine ursprüngliche Spielregeln sind erkannt, aber es soll als ein ziemliches einfaches Spiel entstanden worden sein, das wie sein amerikanische Vetter Slobberhannes gespielt wurde. Später kamen die Bettel- und Mord-spiele dazu. Das musste spätestens 1890 geschehen worden sein, da wir wissen, dass bei einem Wettbewerb in Griesbach, Preise wurden nicht nur an den Gewinnern ausgegeben, sondern auch an dem, der die meisten Grasober-Miesen ausbezahlt hat, und auch an denen, die die meisten Mord und Bettelspiele verloren hatten.
Zusammen mit Schafkopf, Watten und Wallachen waren Böhmisch Watten und Grasobern einst die beliebtesten Kartenspiel Altbayerns und deshalb ein vollständiger Teil der bayerischen Wirtshauskultur. Obwohl amüsant und lustig, Grasobern wird heute eher selten gespielt und ist daher vom Aussterben bedroht. Demzufolge sind kulturelle und Trachtenvereine bemüht, Grasobern lebend zu halten, indem sie Turniere abhalten. Sogar Gemeinden, wie das Marktstadt Bruckmühl, oder kleinere örtliche Gesellschaften, z. B. die Freiwillige Feuerwehr Marktstadt Mettens, organisieren regelmäßige Turniere um Grasobern, Schafkopf und andere Kartenspiele. Einige Vereine unterrichten auch Kinder über dem Spiel.
Grasobern ist nach der Grasober bzw. Gras-Ober genannt.
In Österreich ist das Spiel meistens als Grünobern, früher als Laboberln, bekannt, aber auch Bauernsuchen, Grasobern, Grasoberln, Grasoberspiel, Grünbubenspiel, Grüneln, Grünoberfangen und Grünoberjagen. Spieler sind Grasoberer und Wettbewerbe sind Grasoberrennen oder Grasober-Turniere.

## Spielerzahl und Spielmaterial
Es wird stets von vier Spielern mit bayerischer Karte (32 Blatt) gespielt. Handelsüblich sind Spielkarten mit der Aufschrift Tarock/Schafkopf, aus denen zum Grasobern die Sechser aussortiert werden.
Jeder Spieler erhält die gleiche Anzahl (z. B. 40) Spielmünzen (Blöcke) zu einem vereinbarten Wert (z. B. 5 Cent); am Ende wird die Differenz durch Zukaufen (Verlust) oder Verkaufen (Gewinn) ausgeglichen.
| Farben des deutschen Blattes |      |      |        |
| Schellen                     | Herz | Gras | Eichel |
|                              |      |      |        |

## Rangfolge der Karten
Beim Grasobern gibt es keine Trümpfe.
Die Priorität der Kartenwerte richtet sich nach der für reine Stichspiele üblichen Hierarchie, d. h. der Zehner ist zwischen Unter und Neuner eingeordnet. Die Rangfolge der Kartenwerte in jeder Farbe ist demnach (beginnend mit dem höchsten Kartenwert): Sau (Ass, Daus) > König > Ober > Unter > Zehner > Neuner > Achter > Siebener.

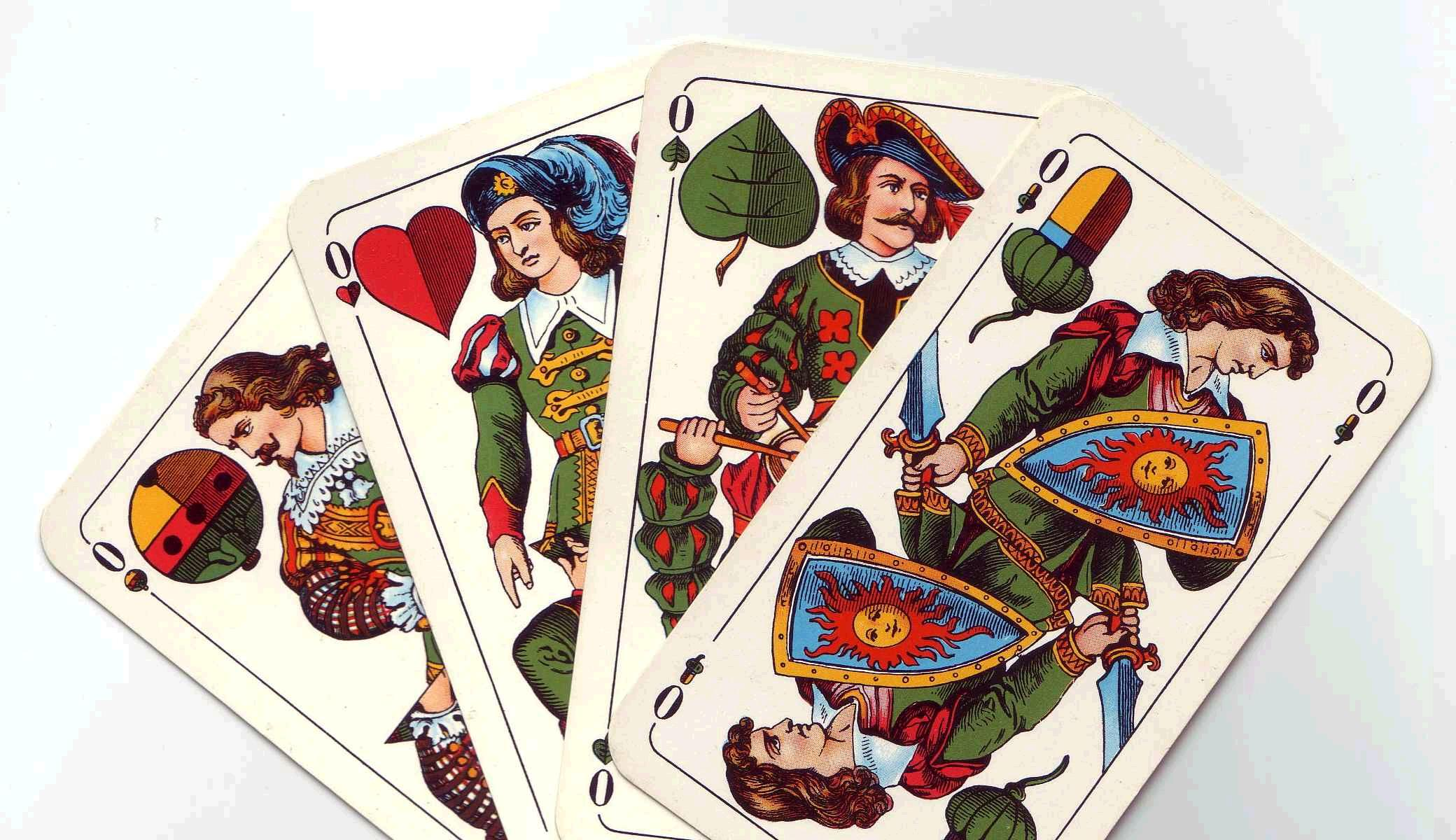
Benannt ist das Spiel nach dem Gras-Ober (2. von rechts)

| Hierarchie der Kartenwerte innerhalb der vier Farben |                  |                  |                  |
| Eichel                                               | Gras             | Herz             | Schellen         |
| A K O U 10 9 8 7                                     | A K O U 10 9 8 7 | A K O U 10 9 8 7 | A K O U 10 9 8 7 |

## Spielziel
Grasobern ist ein reines Stichspiel. Augen wie bei Schafkopf, Doppelkopf oder Skat werden nicht gesammelt. Ziel des Spiels ist das Vermeiden des ersten und des letzten Stichs. Außerdem gilt die Vermeidung des jeweiligen Stichs, der den Gras-Ober enthält. Diese Stiche bringen Miese ein, was bedeutet, dass derjenige Spieler, der die betreffenden Stiche erhält, einen vereinbarten Betrag in (Spiel-)Münzen bzw. Spielpunkten abzugeben hat.
Lediglich beim Mord und beim Schleichmord ist das Erreichen sämtlicher Stiche Spielziel, beim Bettel dagegen die Vermeidung aller Stiche. In den drei letztgenannten Fällen ist für die Spielabrechnung nicht relevant, wer den Gras-Ober in seinen Stichen hat.

## Kartenverteilung
Jeder Spieler erhält insgesamt acht Spielkarten, wobei reihum pro Spieler zweimal vier Karten im Uhrzeigersinn ausgegeben werden. Es werden alle Karten verteilt. Ein Talon wie beispielsweise bei dem Spiel Bayerisches Tarock existiert beim Grasobern nicht.
Schlägt der Spieler rechts des Kartengebers jedoch mit der Faust auf den Kartenstapel, anstatt abzuheben, so verdoppeln sich die Tarife, und es werden je Spieler einmal acht Karten gegen den Uhrzeigersinn verteilt.

## Spielweise

### Spielansage
Nachdem jeder Spieler seine acht Karten erhalten hat, beginnt der Spieler links vom Geber (Vorhand) mit der Ansage.
Angesagt werden können die Spielformen Mord oder Bettel. Bei gleichwertigen Spielen (z. B. zweimalige Ansage Bettel) kommt der weiter vorne (der Linken des Gebers am nächsten) sitzende Spieler zum Zug. Allerdings hat ein Mord stets Vorrang vor einem Bettel.

### Normales Spiel
Wenn kein Spieler einen Mord oder Bettel ansagt, wird ein normales Spiel gespielt. Dabei spielt jeder gegen jeden. Parteien werden keine gebildet. Vorhand spielt zum ersten Stich aus und alle anderen Spieler müssen Farbe zugeben. Kann ein Spieler die Farbe nicht bedienen, so muss er den Grasober zugeben, wenn er diesen besitzt. Hält er auch diesen nicht in Händen, kann der Spieler eine beliebige Karte zugeben.
Zudem muss der Gras-Ober auf einen ausgespielten Gras-König oder auf das ausgespielte Gras-Ass zugegeben werden.
Für den ersten und letzten Stich ist jeweils ein Block zu zahlen. Wer den Gras-Ober in seinen Stichen hat, zahlt zwei Blöcke. Kriegt ein Spieler alle Miese einbringenden Stiche, d. h. den ersten und letzten Stich sowie den Gras-Ober, ist er Bauer. Die Mitspieler erheben sich mit dem Ausruf Hallo, um ihn auf den Umstand aufmerksam zu machen, dass er insgesamt vier Blöcke zu zahlen hat. Gezahlt wird dabei in einen gemeinsamen Topf, der am Ende oder bei Bedarf zu gleichen Teilen an die Spieler verteilt wird. Hat ein Spieler den Gras-Ober falsch zugegeben, zahlt er die fälligen zwei Blöcke; der betreffende Spieler wird also für die Falschzugabe bestraft.

### Weitere Spielarten
Neben dem Normalspiel unterscheidet man die drei weiteren Spielarten:
- Mord,
- Bettel und
- Schleicher.

#### Mord (Rufmord)
Ist ein Spieler der Meinung, dass er in der Lage sei, alle Stiche zu erlangen, kann er einen Mord (das in etwa dem Solo-Tout beim Schafkopf entspricht) ansagen. Der Mordspieler kann sich eine Karte von seinen Gegnern rufen und diese gegen eine schlechte Karte tauschen. Um den Vorteil der zusätzlichen Spielkarte auszugleichen, hat dann der zum Kartentausch aufgerufene Spieler das Recht, einen Retour-Bettel (oder auch Re-Bettel genannt) auszurufen und auszuspielen. Ansonsten spielt der Mordspieler sein Spiel. Die anderen drei Spieler bilden beim Mord zusammen die gegnerische Partei. Anders als beim normalen Spiel, spielt beim Mord also nicht jeder gegen jeden, sondern einer gegen drei. Beim Mord spielt der Mordspieler stets zum ersten Stich aus, unabhängig davon, welcher Spieler in der Vorhand-Position sitzt. Pro Gegenspieler sind vier Blöcke direkt an den oder die Gewinner zu zahlen. Tauscht der Spieler jedoch keine Karte aus, spielt er automatisch einen Herrenmord; der Tarif verdoppelt sich.

#### Bettel
Glaubt ein Spieler, keinen einzigen Stich zu machen, kann er einen Bettel ansagen. Steht kein Mord oder Herrenbettel gegen diese Ansage, so kommt der Bettelspieler zum Zug. Ebenso wie beim Mord bilden die anderen drei Spieler zusammen die gegnerische Partei des Bettelspielers. Der Bettelspieler spielt in diesem Fall auch zum ersten Stich aus. Jeder nachfolgende Spieler muss die gespielten Karten – soweit möglich – überstechen. Es gilt also Stichzwang. (Somit kann ein Spieler auch mit einem König im eigenen Blatt einen Bettel spielen, da das Ass der entsprechenden Farbe diesen König stechen muss.) Sobald der Bettelspieler auch nur einen Stich übernehmen muss, ist das Spiel für den Alleinspieler verloren. Pro Gegenspieler sind drei Blöcke direkt an den oder die Gewinner zu zahlen. Ist sich der Spieler des Bettels sicher zu gewinnen, kann er einen so genannten Herrenbettel spielen. Dazu muss er nach dem ersten Stich seine Karten aufdecken. Der Tarif verdoppelt sich beim Herrenbettel.

#### Schleicher (Schleichmord)
Hat ein Spieler von Anfang an alle Stiche gemacht und ist sich sicher, dass er auch den Rest erlangt, kann er einen Schleicher ansagen. Er muss bei der Ansage jedoch noch mindestens drei Karten in seiner Hand halten. Pro Gegenspieler sind dann sieben Blöcke direkt an den oder die Gewinner zu zahlen.